# Euphorbia guanarensis
Euphorbia guanarensis är en törelväxtart som beskrevs av Henri François Pittier. Euphorbia guanarensis ingår i släktet törlar, och familjen törelväxter.
Artens utbredningsområde är Venezuela. Inga underarter finns listade i Catalogue of Life.